# Артёмовский район (Луганск)
Артёмовский район (укр. Артемівський район) — один из районов города Луганска. Код КОАТУУ — 4410136300.
Образован 21 декабря 1934 года решением Президиума Луганского городского совета рабочих, сельских и красноармейских депутатов.
Включает в себя город Александровск и пгт Юбилейный.